# Bradford (Tennessee)
Pour les articles homonymes, voir Bradford (homonymie).
Bradford est une municipalité américaine située dans le comté de Gibson au Tennessee.
Selon le recensement de 2010, Bradford compte 1 048 habitants. La municipalité s'étend alors sur une superficie de 1,73 milles carrés (4,48 km2).
D'abord appelée Kimball, la localité est renommée en l'honneur de Robert E. Bradford, qui s'y installe en 1853.